# ALCO PA-2
As locomotivas Diesel-Elétrica ALCO PA-2 foram compradas pela CPEF em 1953, foram fabricadas pela American Locomotive Company nos EUA, sendo a potência desta locomotiva 2250 HP. Uma unidade encontra-se preservada estática, aguardando restauração em São Paulo.

## Ferrovias originais

### Brasil
- CPEF - Companhia Paulista de Estradas de Ferro.

### Estados Unidos da América
- American Freedom Train exposição especial de trens dos EUA.
- Atchison, Topeka and Santa Fe Railway - ATSF.
- Denver and Rio Grande Western Railroad - DRGW.
- Erie Railroad - ERIE.
- Gulf, Mobile and Ohio Railroad - GMO.
- Lehigh Valley Railroad - LV.
- Missouri–Kansas–Texas Railroad - MKT.
- New York, New Haven and Hartford Railroad - NH.
- New York, Chicago and St. Louis Railroad - Nickel Plate Road, NKP ou NYC&St.L.
- New York Central Railroad - NYC.
- Pennsylvania Railroad - PRR.
- St. Louis Southwestern Railway - SSW apelido The Cotton Belt Route.
- Southern Pacific Transportation Company - SP.
- Southern Railway - SOU.
- Union Pacific Railroad - UP.
- Wabash Railroad - WAB.